# تشاك أوسبورن (لاعب كرة قدم أمريكية)
تشاك أوسبورن (بالإنجليزية: Chuck Osborne)‏ هو لاعب كرة قدم أمريكية أمريكي، ولد في 2 نوفمبر 1973 في لوس أنجلوس في الولايات المتحدة، وتوفي في 16 أكتوبر 2012 في لاهويا في الولايات المتحدة.

## وصلات خارجية
- تشاك أوسبورن على موقع مرجع كرة القدم المحترفة.كوم (الإنجليزية)
- تشاك أوسبورن على موقع JustSportsStats.com (الإنجليزية)